# Double Jeopardy (Stargate SG-1)
Double Jeopardy (Doble Riesgo) es el vigésimo primer episodio de la cuarta temporada de la serie de televisión de ciencia ficción Stargate SG-1, y el octogésimo séptimo capítulo de toda la serie.

## Trama
El Portal del planeta Juna se activa; es el SG-1. Sin embargo pronto son atacados por Jaffa y nativos. Uno de estos, llamado Darian, los reconoce y les pregunta cómo se atreven a volver. O'Neill logra escapar, pero el resto es traído a la Pirámide ante Sindar, Principal de Cronos, quien los encarcela allí. En tanto, O'Neill va al hogar de Darian a preguntarle que ha sucedido en ese mundo. Darian le dice entonces que el SG-1 ayudó a liberar su mundo de Heru’ur pero que luego Cronos llegó a esclavizarlos. También le dice a O'Neill que esta vez él no le va creer. Jack entonces se va.
Al día siguiente, el SG-1 es llevado ante Cronos en la Pirámide. O’Neill está escondido entre la gente, cuando ve cómo Cronos ordena a Darian matar a Daniel con un arma Báculo. Presionado, Darian abre fuego. El disparo le corta la cabeza a Daniel revelando para sorpresa de todos, incluido Cronos, que se trata en realidad de un robot. Cronos exige a Carter y a Teal’c saber quienes son, pero como no contestan son enviados a la Nave Ha'tak en órbita para ser interrogados. Darian entonces va a casa y le dice a su esposa lo sucedido.
Mientras tanto, el SGC recibe la visita de Harlan, quien revela al SG-1 real que sus copias han estado saliendo en misiones a otros mundos, pero como no han regresado de la última, él les pide que los ayude, a lo que Hammond y O'Neill están renuentes. Harlan entonces les da la dirección del mundo a donde fueron y el equipo recuerda aquel planeta. Marcan y envían un MALP que les muestra inmediatamente al O'Neill Robot, en medio de Jaffa muertos. Darian también llega allí y le informan al SGC lo sucedido. El SG-1 es enviando a ayudar a su contraparte robot, a pesar de la molestia mutua entre los 2 O’Neill a trabajar juntos.
Mientras en la Nave Ha'tak, una Goa'uld interroga sin mucho éxito a Carter y a Teal'c robot. Teal'c pide ver a Cronos y es traído ante él. Golpea a los Jaffa e intenta matar a Cronos, pero un Jaffa logra detenerlo. La Goa'uld entre tanto continua preguntándole a Carter como reactivar la fuente de energía del Daniel destruido. Carter finalmente le dice como, pero luego agrega que al hacerlo activo la autodestrucción de ese cuerpo, el cual estalla y libera a la Carter biónica.
Por otro lado, el SG-1, O'Neill Biónico y Darian ingresan a la pirámide, logrando acabar con los guardias Jaffa, si bien en el proceso el O'Neill robot es herido gravemente. Luego los demás suben a bordo de la nave donde los 2 Teal'c matan a Cronos, aunque la copia también muere. En otra parte de la Nave, la Carter biónica sella todas las secciones de la nave pero en el proceso también muere, debido a que para hacer esto, ella tuvo que traspasar un campo de fuerza.
Finalmente, O'Neill regresa a la pirámide en tierra donde luego de decirle a Darian que Cronos ha muerto, ve como su copia biónica también sucumbe, producto de los daños. En seguida, el SG-1 asegura la nave de Cronos para sí mismos.

## Artistas invitados
- Belinda Waymouth como Oficial Goa'uld.
- Jay Brazeau como Harlan.
- Ron Halder como Cronos.
- Matthew Harrison como Darian.
- Bill Croft como Sindar.
- Daniel Bacon como Técnico.
- Tracey Hway como Hira.
- Michael Jonsson como Guerrero Juna.
- John DeSantis como Jaffa#1.
- Paul Stafford como Jaffa#2.